# Гапишковка
Гапишковка (укр. Гапішківка) — село в Сосницком районе Черниговской области Украины. Население 10 человек. Занимает площадь 0,42 км².
Код КОАТУУ: 7424982502. Почтовый индекс: 16103. Телефонный код: +380 4655.

## Власть
Орган местного самоуправления — Загребельский сельский совет. Почтовый адрес: 16105, Черниговская обл., Сосницкий р-н, с. Загребелье, ул. Лесная, 24.